# Château de Jonzac
Le château de Jonzac est un château situé sur la commune de Jonzac dans le département de la Charente-Maritime en France.
Le château, avec le châtelet et les tours, fait l’objet d’un classement au titre des monuments historiques depuis le 3 mai 1913.

## Historique
En 1073, le château existe déjà ; le premier seigneur connu est Guillaume de la Rochandry au début du XIIe siècle.
L'inscription 1449 sur le château atteste sa reconstruction à la suite des destructions engendrées par la guerre de Cent Ans.
En 1505, Jean de Sainte-Maure, seigneur de Jonzac, fonde le monastère des Carmes sur les vestiges d'une ancienne chapelle dédiée à Saint Nicolas. Le cloître est édifié en 1657. Le jeune Louis XIV, la Reine mère et Mazarin séjournent au château en 1659.
Le château reste aux Sainte-Maure jusqu'à la fin du XVIIe siècle, puis passe par mariage à la famille Esparbès de Lussan, qui le garde jusqu'à la Révolution.
Actuellement l'aile nord du château abrite les bâtiments de l'Hôtel de ville (restauré au XIXe siècle), et l'aile sud, ceux de la sous-préfecture. Le cloître a été restauré entre 1976 et 1978, et abrite aujourd'hui un centre culturel, avec salles d'exposition et musée archéologique.

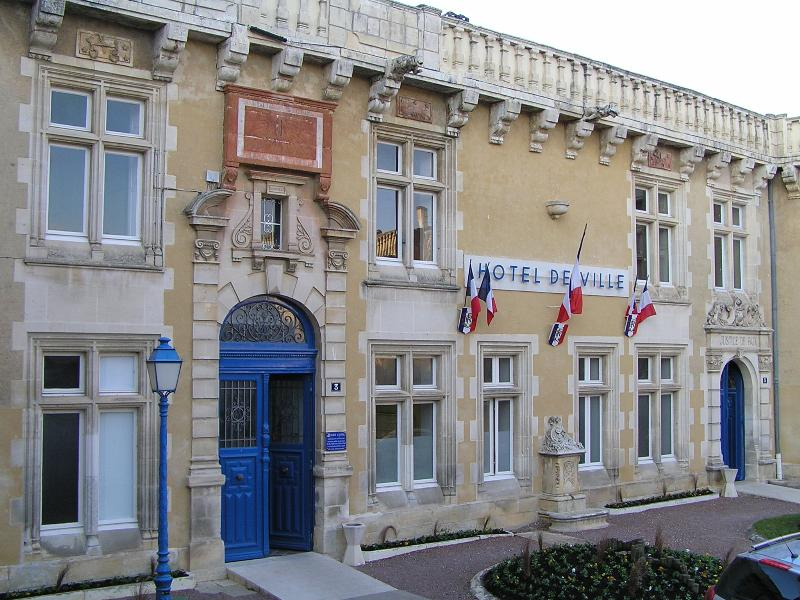
Hôtel de ville
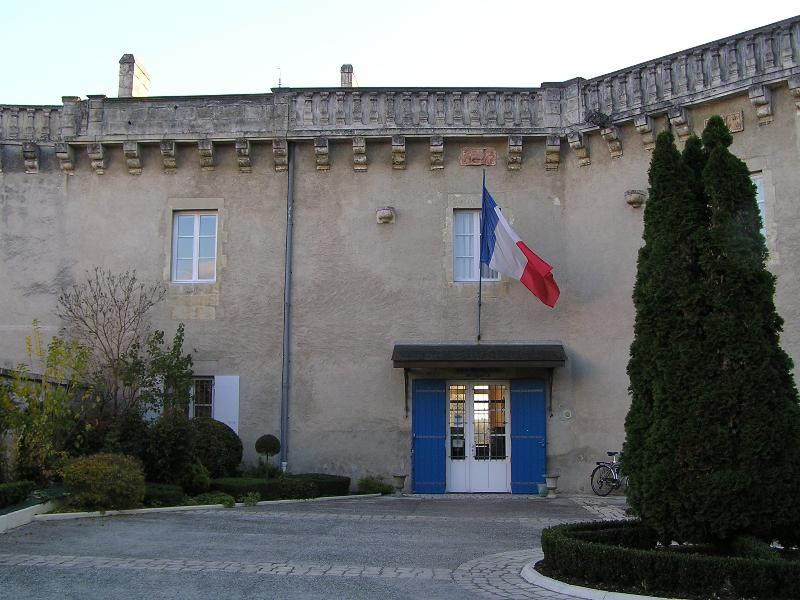
Sous-préfecture
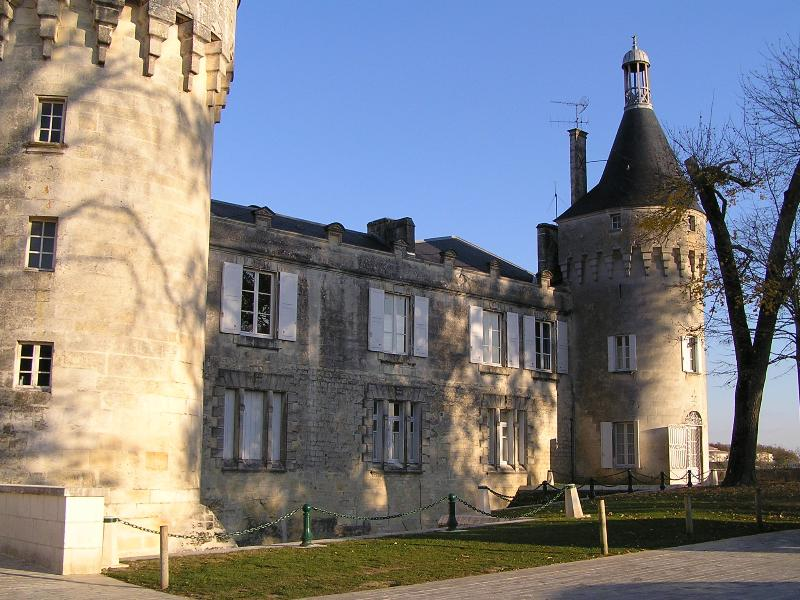
Douves et aile sud

Les tours et la poterne ont été classées par arrêté du 3 mai 1913 puis la fontaine du sous-sol a été inscrite par arrêté du 11 juillet 1942 et la salle de théâtre avec son décor par arrêté du 6 mars 1979.

## Architecture
L'enceinte est médiévale. Le fossé, taillé dans le rocher, a été comblé au XIXe siècle. Il a été rouvert au début du XXIe siècle.
L'imposant châtelet d'entrée est marqué 1549 et date donc du XVIe siècle, époque de travaux dont fait partie la tour nord-ouest alors que la tour sud-ouest, d'un plus petit diamètre, est du XVIIe siècle.
La cour d'honneur est entourée de bâtiments très remaniés ; elle a été recreusée pour transformer le demi-étage en rez-de-chaussée, avec destruction des escaliers extérieurs qui menaient à l'étage noble.
Les toitures d'ardoise sont de hautes poivrières sur les tours, et un curieux ensemble à deux pans reliant deux poivrières pour le  châtelet d'entrée.

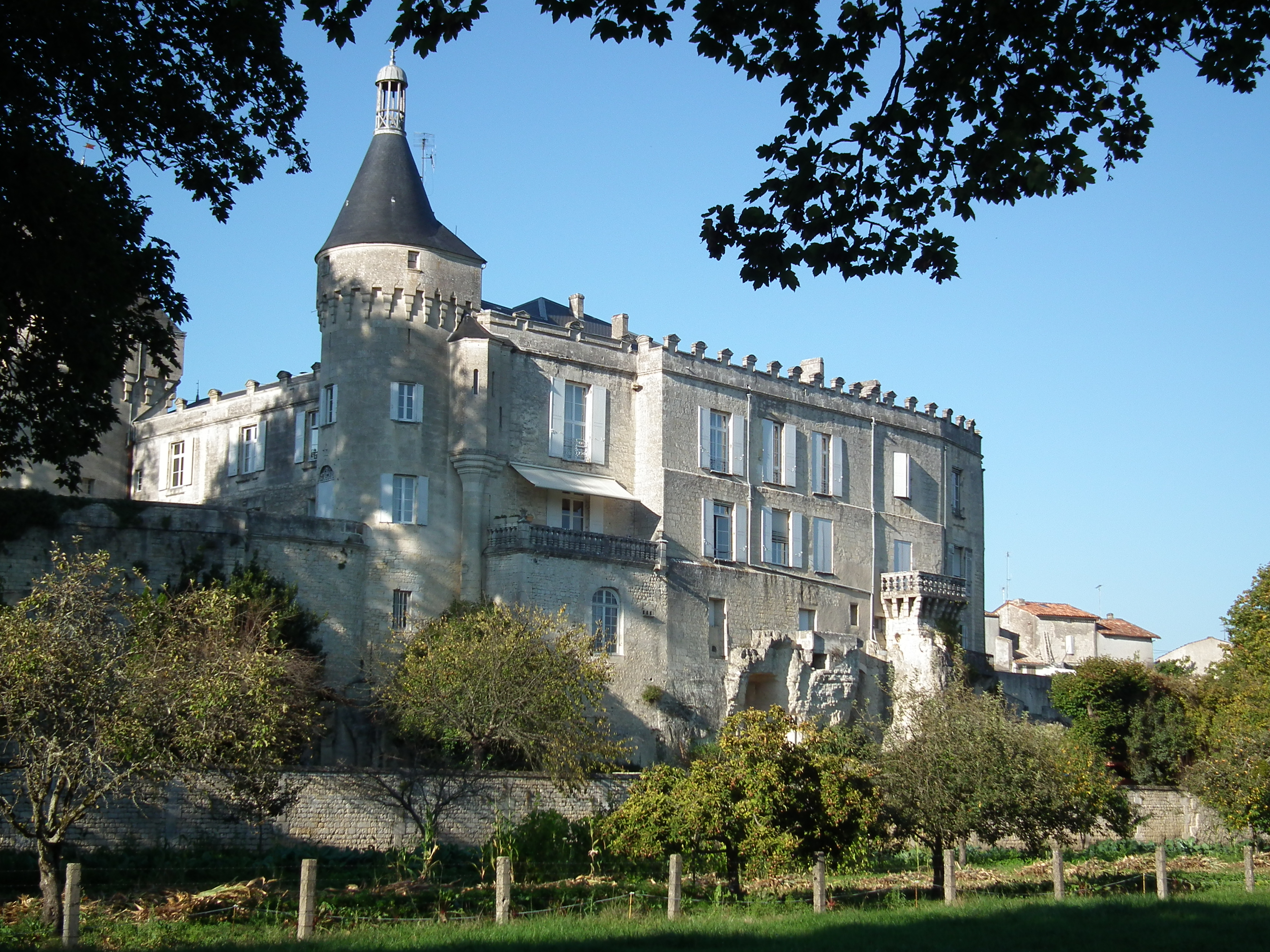
Façade du château sur la Seugne

La façade sur la Seugne a gardé son crénelage, ses tourelles en encorbellement et ses balcons à balustres.

## Visites
Édifice public dans lequel sont logés l'hôtel de ville et la sous-préfecture.